# Las Vigas (Guerrero)
Las Vigas es una localidad del estado mexicano de Guerrero. Es la cabecera del municipio de Las Vigas.

## Historia
La localidad de Las Vigas fue fundada el 18 de enero de 1879 por el ganadero Policarpo Justo. La poblaciòn perteneció históricamente al municipio de San Marcos. El 31 de agosto de 2021 el Congreso del Estado de Guerrero creó el Municipio de Las Vigas, con la localidad de Las Vigas como cabecera municipal.

## Demografía
| Gráfica de evolución demográfica |
|                                  |

| Censo | Población |
| ----- | --------- |
| 1900  | 708       |
| 1910  | 831       |
| 1921  | 759       |
| 1930  | 545       |
| 1940  | 668       |
| 1950  | 1 192     |
| 1960  | 1 891     |
| 1970  | 3 100     |
| 1980  | 7 794     |
| 1990  | 4 814     |
| 2000  | 4 736     |
| 2010  | 4 504     |
| 2020  | 4 762     |